# Георгий Синкел
Георгий Синкел (на старогръцки: Γεώργιος ὁ Σύγκελλος, Georgios Synkellos, на латински: Georgius Syncellus) е византийски монах и историк от 8 век, който умира след 810 г.
Георгий е монах в Палестина и по-късно отива в двора на византийския патриарх Тарасий (784–806), който му дава службата на синкел (протосингел, частен секретар на патриарха). Като такъв той се издига на второ място във византийската църковна йерархия.
Георгий Синкел е много добре образован. Той пише християнска световна хроника (Ekloge chronographias) до Късната античност, до времето на Диоклетиан (284), на която работи още ок. 810 г. Понеже умира преди да завърши хрониката си, неговият приятел Теофан Изповедник продължава произведението до 813 г.

## Издания и преводи
- William Adler, Paul Tuffin: The Chronography of George Synkellos. A Byzantine Chronicle of Universal History from the Creation. Oxford University Press, Oxford 2002. (Rezension).
- Alden A. Mosshammer: Georgii Syncelli Ecloga chronographica. Teubner, Leipzig 1984.